# Tjøtta
Tjøtta este o localitate din comuna Alstahaug, provincia Nordland, Norvegia, cu o suprafață de 0,33 km² și o populație de 224 locuitori (2013).